# Елмайра Мініта Гордон
Елмайра Мініта Гордон (англ. Elmira Minita Gordon; 30 грудня 1930 — 1 січня 2021) — державний діяч, була генерал-губернатором Беліза від здобуття незалежності в 1981 році і до 1993 року.
Займалася освітньою та місіонерською діяльністю. Здобула ступінь доктора прикладної психології в Торонтському університеті, ставши першим дипломованим білізським психологом. Крім основної діяльності, захоплювалася шкіряними роботами та неодноразово ставала лауреатом міжнародних конкурсів у цій сфері діяльності.
Перша жінка у Співдружності, яка обіймала посаду генерал-губернатора. Як генерал-губернатор вона також була головою Асоціації скаутів Белізу.